# Marsilio Cagnati
Marsilio Cagnati né en 1543 à Vérone et mort en juillet 1612 à Rome, est un philosophe, médecin, naturaliste et botaniste italien.

## Biographie
Né à Vérone, il étudia la médecine à Padoue, sous Zabarella, et y fit de grands progrès, ainsi que dans les langues anciennes, les belles-lettres et la philosophie. Sa réputation le fit appeler à Rome pour remplir les fonctions de professeur en médecine, et il y passa le reste de sa vie, sous les pontificats de Clément VIII et de Paul V : il y mourut en juillet 1612. Il fut le contemporain de Césalpin. Cagnati, concentré dans l’exercice et les devoirs de son état, ou occupé des travaux du cabinet, n’avait rien de cet extérieur qui impose ou qui plaît ; il était extrêmement mélancolique, d’une humeur sombre et d’un caractère un peu sévère ; il parlait ordinairement très peu ; mais, dans quelques occasions, il s’exprimait avec une facilité admirable, et avec une grande éloquence. Il avait beaucoup étudié les écrits des anciens, et surtout ceux d’Hippocrate, de Théophraste et de Caton, sur l’agriculture et l’économie rurale.

## Œuvres
On lui doit :
- Variarum lectionum libri II, cum disputatione de ordine in cibis servando, Rome, 1581, in-8°. Il en a paru une seconde édition, augmentée de deux autres livres, sous ce titre : Variarum observationum libri IV, Rome, 1587, in-4° et in-8° ; Francfort, 1604, in-8°. Cet ouvrage traite spécialement des végétaux : dans le livre 1er, des plantes dont parlent Hippocrate et Théophraste, de l’origine des céréales de Théophraste, du tribulus et des roses du même auteur, de l’orge et du froment pour la panification ; le livre II, des fèves, du schinus et de la scille, des plantes dont les feuilles produisent des racines, du pain, de l’oenanthe ; le livre III, des préparations alimentaires et médicinales que les anciens appelaient chandro et alica, et des oignons ; de la prodigieuse multiplication des plantes, du vin et du moût ; le livre IV, du citronnier et de son fruit ; des remarques sur le traité De agri cultura de Caton l'Ancien.
- (it) Almanac overo Efemeridi dei pianeti, Roma, Giorigo Ferrari, 1588 (lire en ligne)
- De sanitate tuenda, libri Il ; primus de continentia, alter de arte gymnastica, Rome, 1591, in-4° ; Padoue, 1605, in-4° ;
- In Hippocratis aphorismorum secundæ sectionis XIV, commentarius, Rome, 1591, in-4° ;
- De Tiberis inundatione, ibid., 1599, in-4°, reimprimé dans les opuscules de l’auteur ;
- De ligno sancto disputationes binæ, Rome, 1602 et 1643, in-4°. Ce traité sur le bois de gaïac a été réimprimé dans l’ouvrage suivant ;
- Opuscula varia ; De Tiberis inundatione ; Epidemia Romana ; De Romani aëris salubritate ; De urbana febres curandi ratione ; De morte causa partus ; De ligno sancto, Rome, 1603, in-4° ;
- In Aphorismorum Hippocratis sectionis primæ XXII, expositio, Rome, 1619, in-8°, ouvrage posthume, publié par Philandre Colutius.